# Maurens (Gers)
Maurens (en francès Maurens) és un municipi francès situat al departament del Gers i a la regió d'Occitània.

## Demografia
| 1962                                       | 1968 | 1975 | 1982 | 1990 | 1999 | 2006 |
| ------------------------------------------ | ---- | ---- | ---- | ---- | ---- | ---- |
| 181                                        | 212  | 221  | 200  | 177  | 208  | 288  |
| Des de 1962: població sense dobles comptes |      |      |      |      |      |      |

## Administració
| Període   | Identitat       | Partit |
| --------- | --------------- | ------ |
| 1959-1977 | Marcel Busquere |        |
| 1977-1989 | Raymond Daries  |        |
| 1989-1995 | Pierre Chereau  |        |
| 1995-     | Gérard Aries    |        |